# Albert Trifol i Segarra
Albert Trifol i Segarra (Barcelona, 13 d'abril de 1973) és un actor i director de doblatge català.
Va començar en el món del doblatge a 10 anys. Ha posat veu a actors com Leonardo DiCaprio (en pel·lícules com Infiltrats, La vida d'aquest noi, Don's Plum, Diamant de sang i Xarxa de mentides), Brad Renfro (en castellà en pel·lícules com Ídols, mentides i Rock & Roll, Bully i Sang freda), Eddie Kaye Thomas (en castellà a la saga American Pie i pel·lícules com Black & White i Winter Break), Casey Affleck (La cursa del sol, Tothom la volia morta, Ocean's Eleven, Adéu, nena, adéu i Interstellar) i Justin Whalin (Per la causa).
També ha doblat personatges animats com el Dragui d'Història de Catalunya i el Tintín.
És fill de l'actor i director de teatre i doblatge Albert Trifol i Verdú, i germà de l'actriu de doblatge Núria Trifol.

## Filmografia seleccionada[3]

### Com a director de doblatge
- Indiana Jones i l'última croada (1989) (Estudi de doblatge: Q.T. Lever, S.A.)
- Bola de Drac Z: El duet perillós! Els súper guerrers no dormen (1994) (Estudi de doblatge: SIK Estudio)
- Bola de Drac Z: La derrota del súper guerrer! La victòria serà meva (1994) (Estudi de doblatge: SIK Estudio)
- Bola de Drac Z: La resurrecció de la fusió! En Son Goku i en Vegeta (1995) (Estudi de doblatge: SIK Estudio)
- Bola de Drac Z: L'explosió del puny del drac! Si en Son Goku no ho fa, qui ho farà? (1995) (Estudi de doblatge: SIK Estudio)

- Infiltrats (2006)
- Cher ami (2008)
- The Boys (2019 - en curs) (Estudi de doblatge: Deluxe 103)
- Evangelion: 3.0+1.0 Thrice Upon a Time (2021) (Estudi de doblatge: SIK Estudio)
- Nimona (2023) (Estudi de doblatge: International Sound Studio)

### Com a actor de doblatge
- Mazinger Z (1972) - Koji Kabuto
- Els amos del temps (1982) - Puf (Actor de veu original: Frédéric Legros)
- Història de Catalunya (1988 - 1989) - Dragui
- Bola de Drac Z (1989 - 1996) - Bun (Actor de veu original: Daiki Nakamura)
- Chaplin (1992) - Charles Chaplin Jr. (Actor original: Michael A. Goorjian)
- Akira (1988) - Tetsuo Shima (Actor de veu original: Nozomu Sasaki)
- Tenchi Muyō! (1992 - 1993) - Tenchi Masaki
- Evangelion (1995 - 1996) - Shinji Ikari
- Ice Age 2: El desglaç (2006) - Eddie (Actor de veu original: Josh Peck)
- Ice Age 3: L'origen dels dinosaures (2009) - Eddie (Actor de veu original: Josh Peck)
- Ice Age 4: La formació dels continents (2012) - Eddie (Actor de veu original: Josh Peck)
- Ice Age: El gran cataclisme (2016) - Eddie (Actor de veu original: Josh Peck)
- Dragon Ball Super: Broly (2018) - Bartock